# (25769) Munaoli
(25769) Munaoli est un astéroïde de la ceinture principale d'astéroïdes.

## Description
(25769) Munaoli est un astéroïde de la ceinture principale d'astéroïdes. Il fut découvert le 2 février 2000 à Socorro (Nouveau-Mexique) par le projet LINEAR. Il présente une orbite caractérisée par un demi-grand axe de 2,31 UA, une excentricité de 0,18 et une inclinaison de 7,4° par rapport à l'écliptique.

## Compléments